# Araeocerus
Araeocerus es un género de coleópteros de la familia Anthribidae.

## Especies
Contiene las siguientes especies:
- Araeocerus coffeae
- Araeocerus dignus
- Araeocerus fallax
- Araeocerus inflatus
- Araeocerus niger
- Araeocerus rhodopus
- Araeocerus rugosus
- Araeocerus simulatus